# 조지 웰컴
조지 웰컴(영어: Georgie Welcome, 1985년 3월 9일 ~ )은 온두라스의 축구 선수이며 포지션은 공격수이다. 현재 벨리즈의 벨모판 밴디츠에서 뛰고 있다.

## 축구인 경력

### 클럽 경력
모타과에서 활약하던 2010년 8월 스코틀랜드의 레인저스 입단 테스트를 받았으나 최종 입단에는 실패하였다. 2011년 1월 AS 모나코로 임대 이적하여 반 시즌 간 활약하였다. 같은 해 여름엔 멕시코의 아틀라스로 임대 이적하여 반 시즌 간 활약하였다.
2014년 자국의 플라텐세에서 활약한 뒤 2014년 타이 프리미어리그의 BEC 테로 사사나로 이적하여 1시즌 간 31경기 10골을 기록하였고, 이듬해 시암 네이비로 이적하였다.

### 대표팀 경력
2008년 5월 벨리즈를 상대로 A매치 데뷔전을 치렀고, 팀의 2번째 골을 성공시키며 데뷔골도 기록하였다. 같은 해 하계 올림픽 남자 축구 부문에 U-23 대표팀 소속으로 출전하였다.
2009년엔 골드컵에 출전하였으며 이듬해 열린 남아공 월드컵에도 출전하였다.